# Dalotia coriaria
Dalotia coriaria är en skalbaggsart som först beskrevs av Ernst Gustav Kraatz 1856.  Dalotia coriaria ingår i släktet Dalotia och familjen kortvingar. Arten är reproducerande i Sverige. Inga underarter finns listade i Catalogue of Life.